# Gabriel Sara
Gabriel Sara (Joinville, 26 juni 1999) is een Braziliaans voetballer die als middenvelder speelt.

## Clubcarrière
Sara begon zijn carrière bij de Braziliaanse grootmacht São Paulo. In de zomer van 2022 werd hij getransferd door Norwich City, uitkomend in de Championship. In augustus 2023 werd hij de speler van de maand in de Championship. Na twee seizoenen bij de club werd hij aangetrokken door de Turkse recordkampioen Galatasaray voor een bedrag van 18 miljoen euro. Hij werd daarmee de duurst aangetrokken speler ooit bij de club. Een record dat stond op naam van zijn landgenoot Mário Jardel, die 24 jaar eerder voor 15 miljoen euro werd aangetrokken.